# Peter Thätner
Peter Thätner (* 21. November 1963) ist ein ehemaliger deutscher Ringer, Vizeweltmeister der Junioren 1979 im griechisch-römischen Stil im Leichtgewicht.

## Werdegang
Thätner stammt aus Tessin bei Rostock und begann dort als Jugendlicher mit dem Ringen. Nachdem sein großes Talent für diese Sportart entdeckt worden war, wurde er zum ASK Vorwärts Frankfurt delegiert und besuchte bis 1981 die Sportschule in Frankfurt (Oder). Beim ASK Vorwärts wurde er von Trainer Werner Heppner zu einem hervorragenden Ringer im griechisch-römischen Stil ausgebildet.
Bereits im Juniorenalter war er sehr erfolgreich. 1979 wurde Thätner in Haparanda Vizeweltmeister bei den Junioren im Leichtgewicht hinter Sölve Halling aus Schweden, aber noch vor Alexander Kudrjawzew aus der UdSSR. Im selben Jahr sorgte er auch für die Sensation bei den DDR-Meisterschaften, als er vor seinem erfahrenen und sehr erfolgreichen Vereinskameraden Heinz-Helmut Wehling DDR-Meister im Leichtgewicht wurde.
Auf der internationalen Ringermatte konnte er in den Folgejahren nicht ganz die Erfolge erzielen, die von ihm nach großen Erfolgen von 1979 zu erwarten gewesen wären. So erreichte er bei den Junioren-Europameisterschaften 1980 in Bursa nur den 6. Platz im Leichtgewicht. Höher zu bewerten ist der 6. Platz bei der Europameisterschaft 1980 in Prievidza bei den Senioren, wo er nach Siegen über Lionel Lacaze aus Frankreich und Istvan Peter aus Ungarn und einer Niederlage gegen Tapio Sipilä aus Finnland gegen den sowjetischen Sportler Anatoli Krawtschenko einen guten Kampf lieferte. In diesem Kampf gelang es keinem der Ringer, eine Wertung zu erzielen, so dass beide disqualifiziert werden mussten.
Bei der Europameisterschaft 1981 in Göteborg belegte Thätner den 7. Platz und bei der Europameisterschaft 1982 in Warna kam er auf einen guten 5. Platz. Bei Olympischen Spielen oder Weltmeisterschaften wurde Peter Thätner nicht eingesetzt.
Mitte der 1980er Jahre beendete Thätner seine internationale Ringerlaufbahn. Im nationalen Bereich war er aber noch einige Jahre lang als aktiver Ringer am Start und rang nach der deutschen Wiedervereinigung nach 1990 sogar noch einige Jahre in der Rostocker Bundesliga-Mannschaft. Sein Sohn Marcus Thätner trat in seine Fußstapfen und gehört heute zu den besten europäischen Ringern im griechisch-römischen Stil im Leichtgewicht.

## Internationale Erfolge
(EM = Europameisterschaft, GR = griech.-röm. Stil, Le = Leichtgewicht, We = Weltergewicht, damals bis 68 kg bzw. 74 kg Körpergewicht)
- 1978, 2. Platz, Turnier in Havlikov Brod/CSSR, GR, Le, hinter Arsenjew, UdSSR u. vor Pirowski, Bulgarien;
- 1979, 2. Platz, Junioren-WM in Haparanda, GR, Le, hinter Sölve Halling, Schweden u. vor Alexander Kudrjawzew, UdSSR, Laszlo Benko, Ungarn u. Bernhard Brucker, BRD;
- 1979, 1. Platz, Turnier in Clermont-Ferrand, GR, Le, vor Ferenc Csaba, Ungarn u. Lionel Lacaze, Frankreich;
- 1979, 2. Platz, "Werner-Seelenbinder"-Turnier in Leipzig, GR, Le, hinter Czeslaw Kowallik, Polen u. vor Sergej Andrejew, UdSSR, Erich Klaus, BRD u. Tapio Sipilä, Finnland;
- 1980, 6. Platz, Junioren-EM in Bursa, GR, Le, hinter Manuel Apikjan, UdSSR, Zvetan Filtschew, Bulgarien, Sölve Halling, Sümer Kocak, Türkei u. Klaus Müller, BRD;
- 1980, 6. Platz, EM in Prievidza, GR, Le, mit Siegen über Lionel Lacaze u. Istvan Peter u. einer Niederlage gegen Tapio Sipilä; im Kampf Thätner gegen Anatoli Krawtschenko, UdSSR wurden beide Ringer wegen Passivität disqualifiziert;
- 1981, 7. Platz, EM in Göteborg, GR, Le, mit einem Sieg über Philippe Vidal, Spanien u. Niederlagen gegen Ferenc Kocsis, Ungarn u. Andrzej Supron, Polen;
- 1981, 3. Platz, Universiade in Bukarest, GR, We, hinter Alexander Kudrjawzew u. Gheorghe Ciobotaru, Rumänien;
- 1982, 5. Platz, EM in Warna, GR, Le, hinter Gennadi Jermilow, UdSSR, Ștefan Negrișan, Rumänien, Gerry Svensson, Schweden u. Istvan Peter u. vor Rumen Tzenew, Bulgarien;
- 1984, 1. Platz, "Werner-Seelenbinder"-Turnier in Leipzig, GR, We, vor Andreas Lemke, DDR, Limajew, UdSSR, Roger Gößner, BRD, Fojtik, Polen u. Jürgen Anke, DDR

## DDR-Meisterschaften
- 1979, 1. Platz, GR, Le, vor Heinz-Helmut Wehling, u. Meyer, beide ASK Vorwärts Frankfurt,
- 1980, 1. Platz, GR, Le, vor Jürgen Anke, ASK Vorwärts Frankfurt u. Mitzner, SC Leipzig,
- 1981, 1. Platz, GR, We, vor Krause, SG Dynamo Luckenwalde u. Ralf Müller, SC Motor Zella-Mehlis,
- 1982, 1. Platz, GR, Le, vor Jürgen Anke u. Mandelkow, ASK Vorwärts Frankfurt,
- 1987, 3. Platz, GR, We, hinter Andreas Lemke u. Mirko Jahn, beide SG Dynamo Luckenwalde

## Weblink
- Profil von Peter Thätner bei United World Wrestling

| Personendaten    | Personendaten     |
| ---------------- | ----------------- |
| NAME             | Thätner, Peter    |
| KURZBESCHREIBUNG | deutscher Ringer  |
| GEBURTSDATUM     | 21. November 1963 |